# ديكسي دين
وليام رالف ديكسي دين (بالإنجليزية: Dixie Dean)‏ (22 يناير 1907 – 1 مارس 1980) هو لاعب كرة قدم إنجليزي لعب في مركز الوسط المتقدم.

## مسيرته الكروية
لعب ديكسي دين خلال مسيرته الاحترافية مع 4 أندية في سبعة عشر موسمًا وسجل خلالها 378 هدف ضمن 437 مباراة. حيث فاز في موسم واحد بالكأس وفي موسمين بالدوري.
خاض ديكسي دين مسيرته مع نادي ترانمير روفرز في موسم 1923–24 ولمدة موسمين، مشاركًا في 29 مباراة سجل خلالها 27 هدفًا. ثم انتقل إلى نادي إيفرتون في موسم 1925–26 ليلعب معه ثلاثة عشر موسمًا، حيث شارك في 392 مباراة سجل خلالها 338 هدف. لينتقل بعدها إلى نادي سليغو روفرز في موسم 1938–39 لمدة موسم واحد، مشاركًا في 7 مباريات سجل خلالها 10 أهداف.

## روابط خارجية
- ديكسي دين على موقع IMDb (الإنجليزية)
- ديكسي دين على موقع الموسوعة البريطانية (الإنجليزية)
- ديكسي دين على موقع قاعدة بيانات كرة القدم.إي يو (الإنجليزية)
- ديكسي دين على موقع ناشيونال فوتبول تيمز (الإنجليزية)